# Kastanjeknikker
Het kastanjeknikkertje (Dendrostoma castaneum) is een schimmel hehorend tot de orde Diaporthales. Het leeft saprotroof op dode takken van kastanje (Castanea).

## Determinatie
Dendrostoma castaneum heeft zwarte peritheciën ingebed in millimeter-grote stromata die uit de bast puilen. Ze monden naar buiten uit via een korte hals. De asci meten 11–16 × 50–60 µm. De ascosporen zijn 2–3 × 11–16 µm groot.

## Verspreiding
In Nederland komt het kastanjeknikkertje zeer zeldzaam voor.